# Івенцино
Івенцино (пол. Iwięcino) — село в Польщі, у гміні Сянув Кошалінського повіту Західнопоморського воєводства.
Населення — 327 осіб (2011).

## Демографія
Демографічна структура станом на 31 березня 2011 року:
|          | Загалом | Допрацездатний вік | Працездатний вік | Постпрацездатний вік |
| -------- | ------- | ------------------ | ---------------- | -------------------- |
| Чоловіки | 174     | 38                 | 127              | 9                    |
| Жінки    | 153     | 30                 | 97               | 26                   |
| Разом    | 327     | 68                 | 224              | 35                   |